# Karaczajo-Czerkieska Autonomiczna Socjalistyczna Republika Radziecka
Karaczajo-Czerkieska Autonomiczna Socjalistyczna Republika Radziecka, Karaczajo-Czerkieska – republika autonomiczna w Związku Radzieckim, wchodząca w skład Rosyjskiej Federacyjnej Socjalistycznej Republiki Radzieckiej.
Karaczajo-Czerkieska ASRR została utworzona tuż przed rozpadem ZSRR, 3 lipca 1991 r., kiedy to podniesiono rangę i poszerzono zakres autonomii Karaczajów i Czerkiesów, likwidując istniejący od 1957 r. Karaczajo-Czerkieski Obwód Autonomiczny i zastępując go Karaczajo-Czerkieską ASRR.
Republika istniała przez krótki okres i została rozwiązana na fali zmian i reform związanych z likwidacją Związku Radzieckiego i uzyskiwaniem suwerenności przez Rosję. Gdy po kilkumiesięcznym istnieniu Karaczajo-Czerkieska ASRR została zlikwidowana, w 1992 r. powołano zamiast niej autonomiczną Republikę Karaczajo-Czerkiesji, mającą status autonomicznej republiki rosyjskiej.
 Informacje nt. położenia, gospodarki, historii, ludności itd. Karaczajo-Czerkieskiej Autonomicznej Socjalistycznej Republiki Radzieckiej znajdują się w: artykule poświęconym republice Karaczajo-Czerkiesji, jak obecnie nazywa się podmiot Federacji Rosyjskiej, będący prawną kontynuacją Karaczajo-Czerkieskiej ASRR.